# نیکنایش
نیکنایش (به آلمانی: Nickenich) یک شهر در آلمان است که در ماین-کبلنتس واقع شده‌است. نیکنایش ۳٬۷۰۸ نفر جمعیت دارد.